# Scott Weiland
Scott Richard Weiland (San Jose, (Californië), 27 oktober 1967 - Bloomington, (Minnesota), 3 december 2015) was een Amerikaanse rockzanger die onder meer lid was van Stone Temple Pilots, Velvet Revolver, Art of Anarchy en The Wildabouts.

## Biografie
Weiland groeide op in Cleveland (Ohio) en Californië. In 1987 richtte hij met Robert DeLeo de band Mighty Joe Young op, die later hernoemd zou worden tot Stone Temple Pilots. Deze band werd een van de bekendste grungebands van de jaren negentig. Weiland kampte in deze jaren echter voortdurend met een drugsverslaving en daaruit volgende veroordelingen, waardoor onder meer een tournee om het album Tiny music (1996) te ondersteunen geannuleerd werd. Omdat de overige bandleden besloten onder de naam Talk Show een album met een andere zanger te maken gooide Weiland het op een soloalbum. Een jaar later werd hij echter weer in de Pilots opgenomen.
Toen in 2003 Velvet Revolver, een band bestaande uit Dave Kushner en voormalig Guns N' Roses-muzikanten Slash, Duff McKagan en Matt Sorum, op zoek was naar een zanger deed Weiland bij hen auditie. Het klikte en hij werd de zanger van de nieuwe supergroep. Tussen zijn ontwenningskuren door speelde de band veel optredens en werkte aan het album Contraband (2004). In de videoclip van het nummer Fall To Pieces wordt gerefereerd aan het heroïneverleden van Weiland.
Op 3 december 2015 werd hij tijdens een tour met The Wildabouts dood aangetroffen in de tourbus. Hij zou zijn overleden in zijn slaap.

## Discografie

### Soloalbums
- 12 Bar Blues (1998)
- Happy in Galoshes (2008)
- Live in Los Angeles (2010)
- A Compilation of Scott Weiland Cover Songs (2011)
- The Most Wonderful Time of the Year (2011)

### Met Stone Temple Pilots
- Core (album, 1992)
- Purple (album, 1994)
- Tiny Music ... Songs from the Vatican Gift Shop (album, 1996)
- No. 4 (album, 1999)
- Shangri-La Dee Da (album, 2001)
- Thank You (verzamelalbum, 2003)
- Stone Temple Pilots (album, 2010)
- High Rise (EP) (ep, 2013)
- Clean & Dirty (album, 2015)

### Met Velvet Revolver
- Contraband (album, 2004)
- Melody and the Tyranny (EP) (ep, 2007)
- Libertad (album, 2007)

### Met Art of Anarchy
- Art of Anarchy (album, 2015)

### Met The Wildabouts
- Blaster (album, 2015)

- Bibliothèque nationale de France: cb14026127w (data)
- Gemeinsame Normdatei: 135095158
- International Standard Name Identifier: 0000 0000 7840 4612
- Library of Congress Control Number: no98054260
- MusicBrainz: 3b709eac-a251-4cc8-8259-4b379c4b9331
- Nationale Bibliotheek van Tsjechië: xx0020186
- Istituto Centrale per il Catalogo Unico: DDSV050947
- Virtual International Authority File: 37115494
- WorldCat: E39PBJgt8hxcT7kHXRqtRfKTpP